# Puerto Rico (Caquetá)

Localização da cidade de Puerto Rico, no departamento de Caquetá.

Puerto Rico é um município da Colômbia localizada no departamento de Caquetá.